# Esquadrão N.º 3 da RAAF

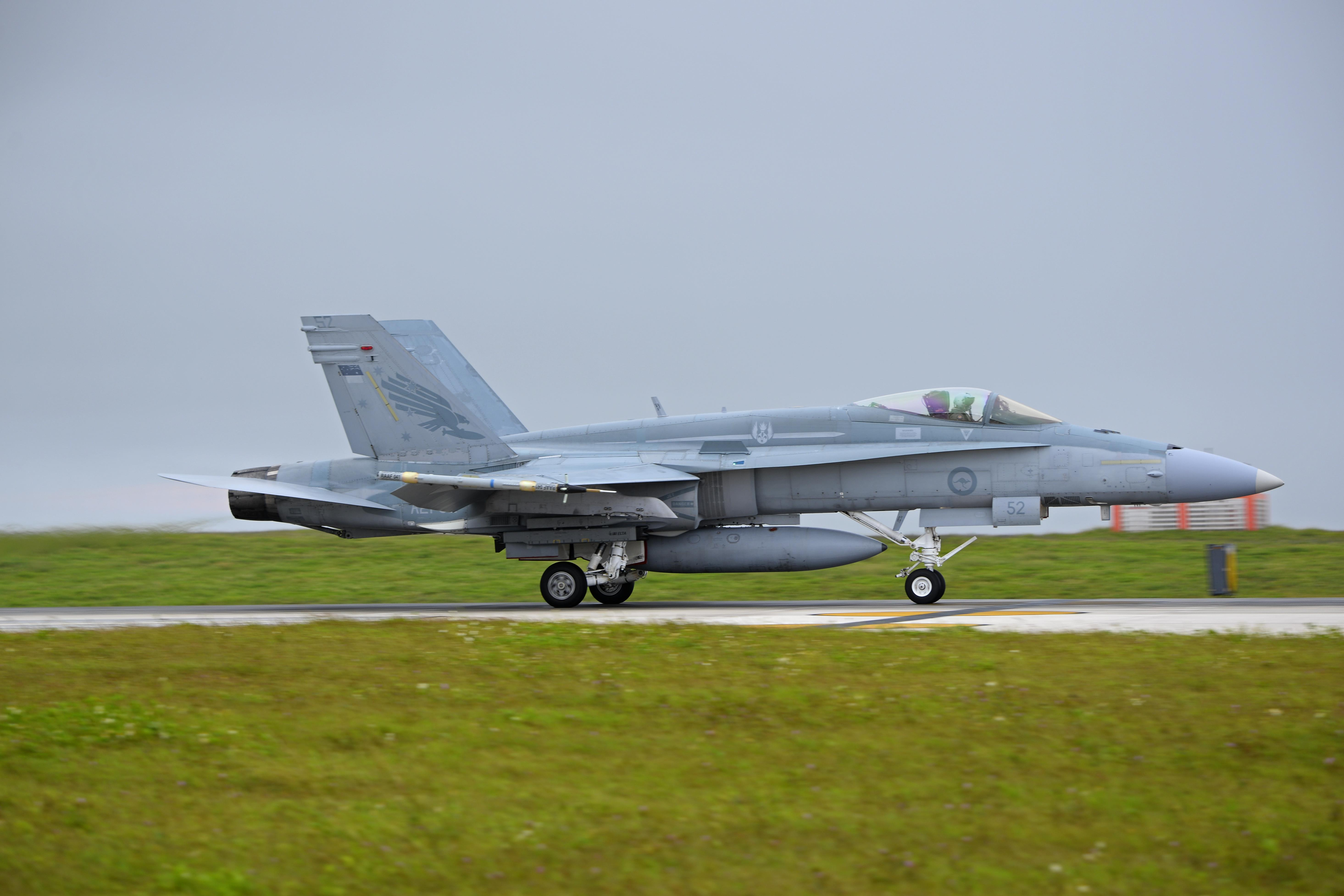
Um caça F/A-18 Hornet do Esquadrão Nº 3 da força aérea australiana na base aérea de Anderson.

O Esquadrão N.º 3 é um esquadrão da Real Força Aérea Australiana (RAAF) que opera aviões de caça. O seu quartel-general é na Base aérea de Williamtown, perto de Newcastle, em Nova Gales do Sul. Criado em 1916, foi um de quatro esquadrões de combate australianos durante a Primeira Guerra Mundial, e combateu na Frente Ocidental na França antes de ser extinto em 1919. Foi re-estabelecidade como um esquadrão permanente da RAAF em 1925, e durante a Segunda Guerra Mundial operou no teatro de guerra do mediterrâneo. Durante a Guerra Fria, o esquadrão foi extinto e formado duas vezes.
Equipado com aviões McDonnell Douglas F/A-18 Hornet desde 1986, o esquadrão foi destacado para Diego Garcia em 2002 para providenciar defesa aérea local, e no ano seguinte ofereceu aeronaves e militares para tomarem parte na invasão do Iraque. Em Abril de 2016, foi destacado para o Médio Oriente como parte da força militar internacional contra o Estado Islâmico.